# Christian Löffler
Pour les articles homonymes, voir Löffler.
 (juillet 2024).
La mise en forme du texte ne suit pas les recommandations de Wikipédia : il faut le « wikifier ».
Les points d'amélioration suivants sont les cas les plus fréquents. Le détail des points à revoir est peut-être précisé sur la page de discussion.
- Les titres sont pré-formatés par le logiciel. Ils ne sont ni en capitales, ni en gras.
- Le texte ne doit pas être écrit en capitales (les noms de famille non plus), ni en gras, ni en italique, ni en « petit »…
- Le gras n'est utilisé que pour surligner le titre de l'article dans l'introduction, une seule fois.
- L'italique est rarement utilisé : mots en langue étrangère, titres d'œuvres, noms de bateaux, etc.
- Les citations ne sont pas en italique mais en corps de texte normal. Elles sont entourées par des guillemets français : « et ».
- Les listes à puces sont à éviter, des paragraphes rédigés étant largement préférés. Les tableaux sont à réserver à la présentation de données structurées (résultats, etc.).
- Les appels de note de bas de page (petits chiffres en exposant, introduits par l'outil «  Source ») sont à placer entre la fin de phrase et le point final[comme ça].
- Les liens internes (vers d'autres articles de Wikipédia) sont à choisir avec parcimonie. Créez des liens vers des articles approfondissant le sujet. Les termes génériques sans rapport avec le sujet sont à éviter, ainsi que les répétitions de liens vers un même terme.
- Les liens externes sont à placer uniquement dans une section « Liens externes », à la fin de l'article. Ces liens sont à choisir avec parcimonie suivant les règles définies. Si un lien sert de source à l'article, son insertion dans le texte est à faire par les notes de bas de page.
- La présentation des références doit suivre les conventions bibliographiques. Il est recommandé d'utiliser les modèles {{Ouvrage}}, {{Chapitre}}, {{Article}}, {{Lien web}} et/ou {{Bibliographie}}. Le mode d'édition visuel peut mettre en forme automatiquement les références.
- Insérer une infobox (cadre d'informations à droite) n'est pas obligatoire pour parachever la mise en page.

Pour une aide détaillée, merci de consulter Aide:Wikification.
Si vous pensez que ces points ont été résolus, vous pouvez retirer ce bandeau et améliorer la mise en forme d'un autre article.
Christian Löffler (né à Greifswald en Allemagne, ancienne RDA) est un musicien, DJ, producteur de musique, peintre et photographe allemand. Sa musique est classée dans les genres techno, deep house, ambient et electronica, et il se produit en live. Il est cofondateur du label indépendant Ki Records, sur lequel il publie en grande partie ses singles et albums,.

## Biographie
Löffler a d'abord étudié l'administration des affaires. À partir de 2006, il a étudié les arts visuels à l'Université de Greifswald. Jusqu'à aujourd'hui, Löffler conçoit lui-même en grande partie les pochettes de ses disques et ses vidéoclips.
Löffler vit à Graal-Müritz, en Mecklembourg-Poméranie-Occidentale, et il possède un studio dans une cabane en rondins sur la péninsule voisine de Darß.

## Carrière de musicien

### Débuts en tant que musicien
Pendant son adolescence, Löffler a commencé à travailler sur la musique et a donné ses premiers concerts à Greifswald. Il a commencé à enregistrer des sons et des bruits dans la nature (appelés prise de son en extérieur) qu'il retravaillait ensuite sur une boîte à rythmes.
En 2008, il a sorti son premier single A Hundred Lights et a fondé la même année son propre label de musique, Ki Records.

### «A Forest» (2012) et «Mare» (2016)
Pour travailler sur son premier album « A Forest », sorti en 2012, Löffler s'est retiré pendant trois mois dans une maison de jardin à Usedom. Sur cet album, il a collaboré avec la chanteuse danoise Gry Bagøien (en) ainsi qu'avec la chanteuse allemande Mohna; sur le morceau Swift Code, il a travaillé avec l'écrivain Marcus Roloff (de). Cette collaboration est née d'une performance commune de l'œuvre de Roloff Avec une jambe dans un rêve lors des Lyriktage de Francfort 2011.
En 2016, Löffler a sorti son deuxième album « Mare », qui contient 17 titres. Alors que son premier album « A Forest » avait pour thème la forêt, « Mare » adopte déjà, par son titre, la mer comme motif de l'album. En plus de diverses collaborations, notamment sur quatre titres avec Mohna, Löffler chante pour la première fois lui-même sur cet album,.
En 2018, Löffler a été nommé pour le prix des auteurs-compositeurs de la GEMA dans la catégorie Composition Dance/Électro.

### «Graal (Prologue)» (2019) et «Lys» (2020)
En avril 2019, Löffler a sorti son troisième album « Graal (Prologue) », suivi en mars 2020 par le quatrième album « Lys », qui se veut une continuation et un contraste délibéré par rapport à Graal. Sur « Lys » (qui signifie "lumière" en danois), Löffler a collaboré notamment avec les chanteuses Josephine Philip et Mona Steinwidder, cette dernière étant également souvent présente lors des concerts de Löffler. Avec Lys, Löffler est entré pour la première fois dans le hit-parade allemand.

### «Parallels: Shellac Reworks» (2021) et «A Life» (2024)
Son album suivant, « Parallels: Shellac Reworks », sorti en 2021, a été réalisé pendant la pandémie de coronavirus, période durant laquelle il ne pouvait pas se produire en concert. Cet album est né de sa collaboration avec Deutsche Grammophon. Löffler a eu accès à des disques 78 tours provenant des archives du label classique, qu'il a réinterprétés dans son propre style, en retravaillant des œuvres musicales du baroque, du classique et du romantisme présentes sur ces disques. Cet album, publié chez Deutsche Grammophon, contient quatre titres basés sur des œuvres de Ludwig van Beethoven, en hommage à son 250ᵉ anniversaire en 2020, ainsi que des réinterprétations d'œuvres de Bach, Wagner, Chopin, Smetana et Bizet.

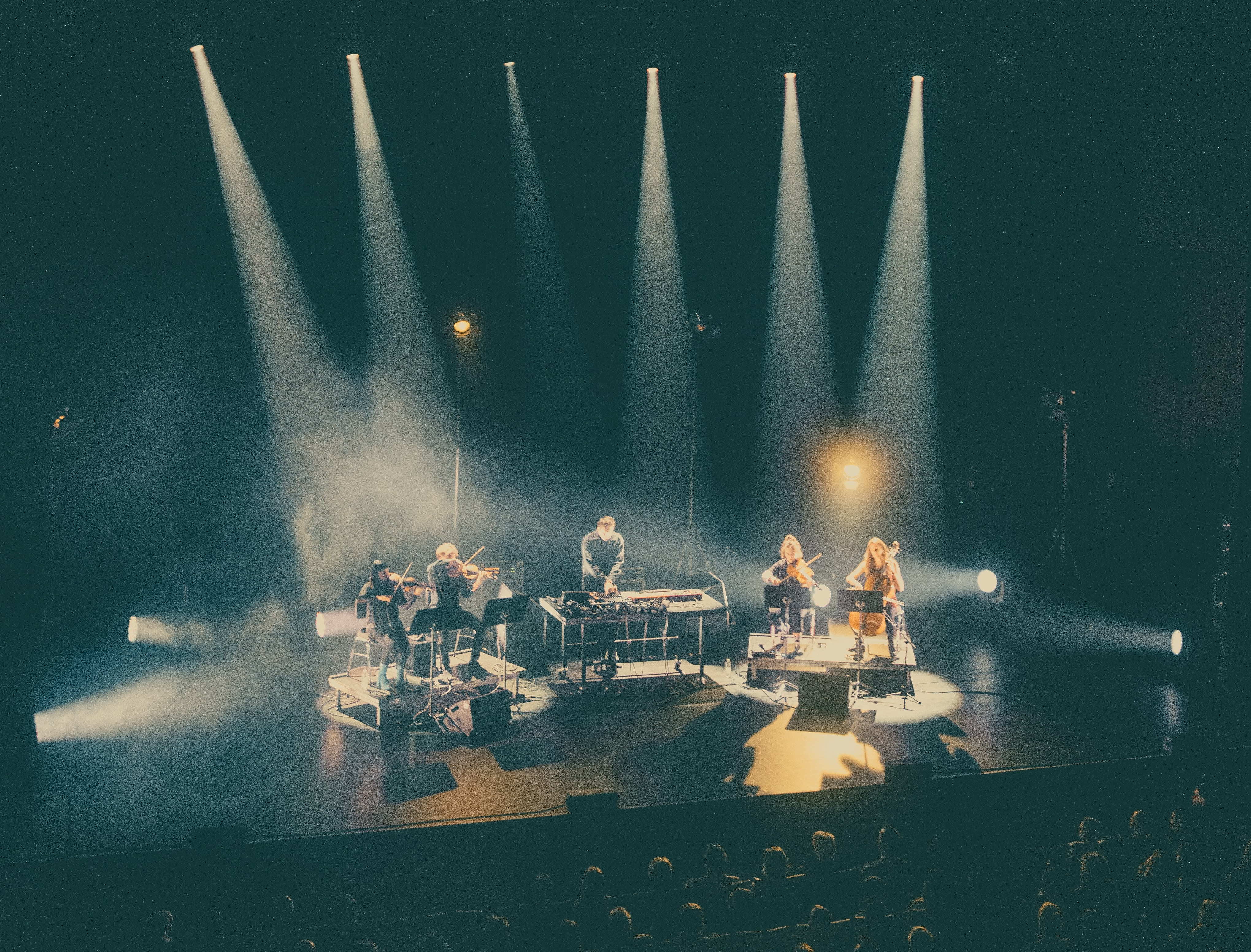
Christian Löffler avec le Detect Ensemble.

Löffler a déjà présenté ses réinterprétations de Beethoven en décembre 2020 avec le Beethoven-quatuor Bonn à la Beethoven-Haus,. En 2022, il s'est produit avec « Parallels » au BBC After Dark Festival au The Sage Gateshead, accompagné par l'orchestre de chambre Royal Northern Sinfonia. En outre, il a entrepris une tournée en 2022 avec le Detect Ensemble, un quatuor à cordes classique qui a accompagné sa musique.

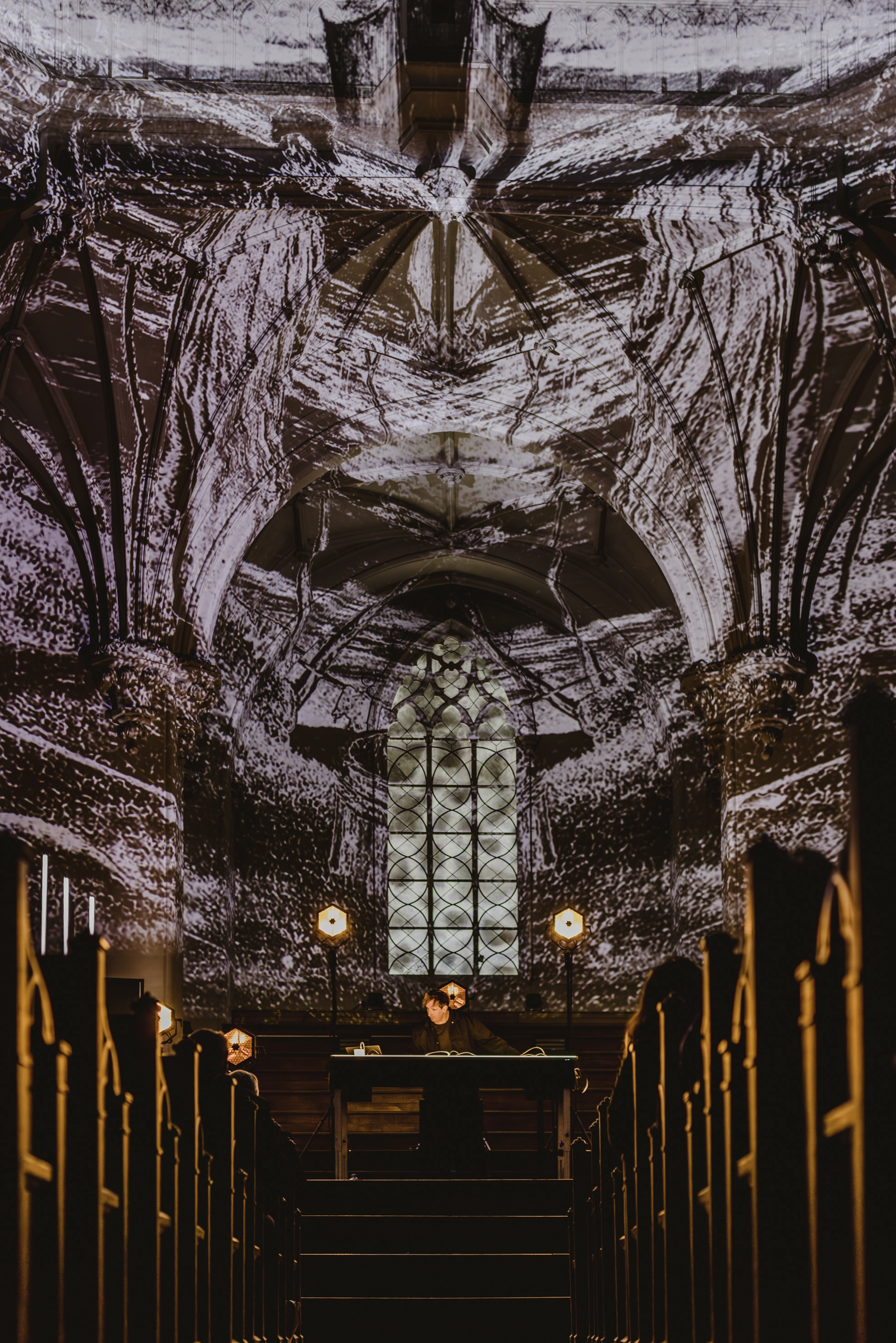
Christian Löffler à l'inauguration de l'année Caspar David Friedrich dans la église Saint-Nicolas de Greifswald.

À l'occasion du 250e anniversaire du peintre de Greifswald, Caspar David Friedrich, Löffler a donné un concert lors de la cérémonie d'ouverture de l'année Friedrich dans la église Saint-Nicolas de Greifswald au début de l'année 2024. À cette occasion, le magazine culturel Aspekte a notamment parlé de lui,. En avril 2024, Löffler a sorti son sixième album, « A Life ». Selon ses propres déclarations, il a conçu « A Life » de manière qu'il soit intuitif, en contraste avec une production musicale systématique et surproduite. Sur cet album, il a collaboré avec les chanteurs invités Malou, Mogli et Henry Green.

### Performances en direct
Löffler part en tournée pendant plus de trois mois chaque année, où il interprète ses compositions en direct. Il a un public mondial et se produit en Europe, aux États-Unis et au Japon.

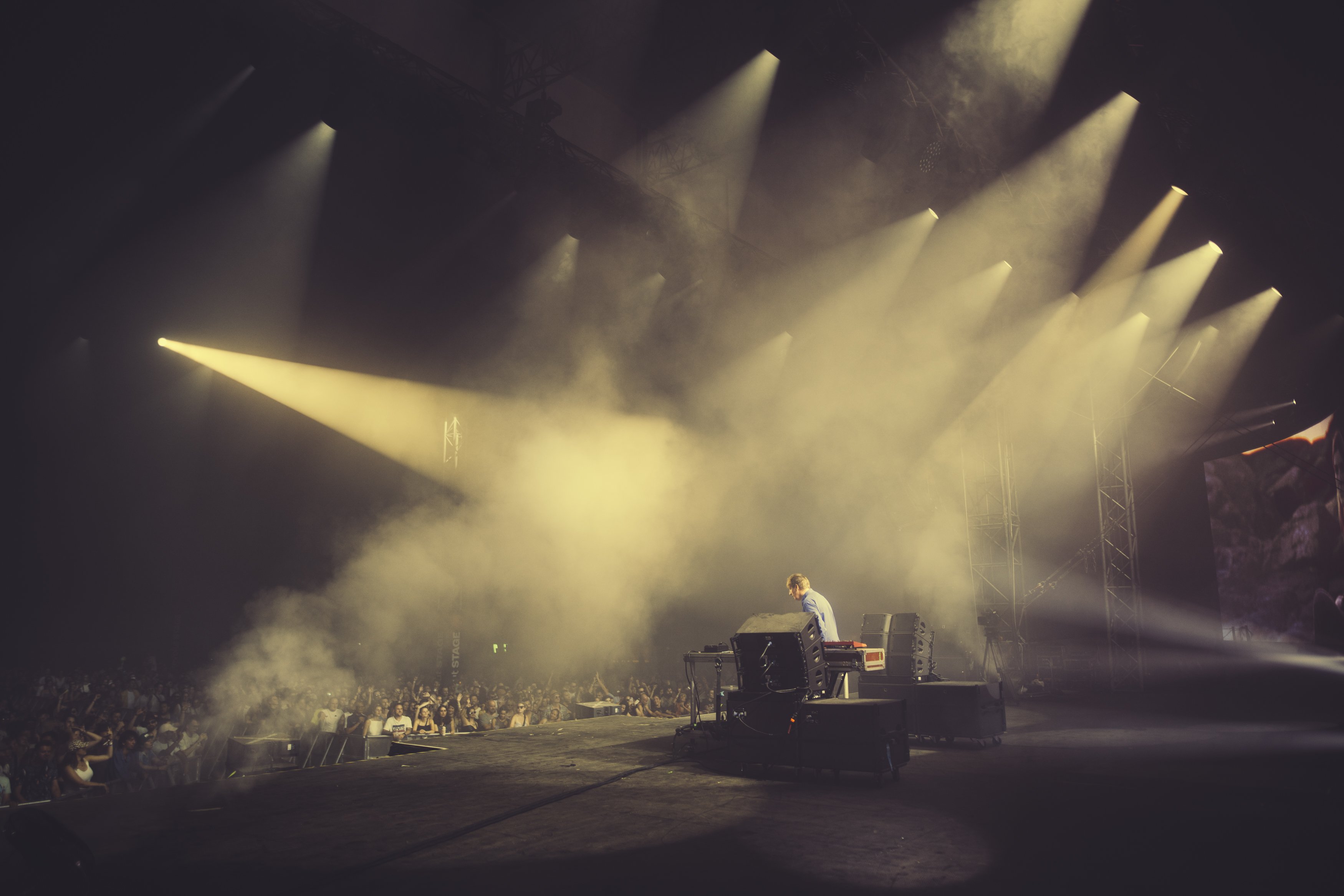
Christian Löffler dirige le Festival Sziget de Budapest 2024

## Accueil critique
À propos de son premier album, Philip Fassing a écrit dans le magazine musical Intro que « A Forest » « amène parfaitement et sans prétention l'ancienne liaison entre la tonnant et le bruissement des feuilles » (Intro 203, 06/2012). Le Musikexpress a comparé la musique de Löffler à celle d'Erik Satie.

« Au lieu de faire de la pop pour les clubs, Christian Löffler, de Greifswald, fait exactement le contraire. Il programme des morceaux house que l'on pourrait qualifier de pop introspective — largement instrumentale. [...] La house comme repoussoir pour la réflexion et la contemplation — c'est également possible, comme l'ont montré les musiciens hambourgeois Lawrence et Pantha du Prince avant Löffler. « A Forest », qui partage son titre avec un premier succès de The Cure, est déjà un classique de la house contemplative. »

— Tim Caspar Boehme, Spiegel Online
Dirk Domin de ByteFM a noté en 2016, lors de la sortie de « Mare », que Löffler réussit toujours à « faire coexister techno, pop, mélancolie et exubérance ». Laut.de décrit dans un portrait la musique de Löffler comme « une musique électronique qui oscille entre ambient et piste de danse, tout en conservant toujours une forte touche mélancolique ».
Faze Magazin a écrit dans les disques du mois de mai 2024 que Löffler se positionne avec son album « A Life » « très consciemment et clairement contre les possibilités techniques de l'IA et pour la créativité humaine en tant que quelque chose de profond et d'unique ». Les titres sont « atmosphériques, expressifs » et « une déclaration selon laquelle la musique est bien plus qu'un simple produit ».
AllMusic décrit les œuvres de Löffler comme « une musique émotive et mélancolique, qui se sent isolée et pourtant étrangement attrayante ».

## Discographie

### Singles
- 2009 : Pilot (Ki Records)
- 2016 : Haul (Feat. Mohna; Ki Records)
- 2016 : Licht  (Ki Records)
- 2016 : Reubin (Ki Records)
- 2016 : Lid (Ki Records)
- 2017 : Haul (Feat. Mohna ; Ki Records)
- 2017 : Haul (Feat. Blackout Problems ; Ki Records)
- 2020 : Ronda (Cercle Records)
- 2022 : Solo (Ki Records)
- 2022 : Fjäll (feat. Fejká; Ki Records)
- 2022 : New Fires (feat. Henry Green; Ki Records)
- 2023 : Envy (feat. Mogli; Ki Records)
- 2023 : Brave (Ki Records)
- 2023 : Roused (feat. Malou; Ki Records)
- 2024 : Ease (Ki Records)
- 2024 : Portals (feat. Mogli; Ki Records)
- 2024 : When Everything Was New (Ki Records)
- 2024 : Felt (feat. Henry Green; Ki Records)